# Spiders
"Spiders" é uma canção da banda norte-americana System of a Down, lançada no álbum homônimo da banda em 1999. A canção figurou na trilha sonora do filme Pânico 3.

## Gráficos
| Melhores posições nas paradas | Melhores posições nas paradas |
| Hot Mainstream Rock Tracks    | Hot Modern Rock Tracks        |
| ----------------------------- | ----------------------------- |
| 25                            | 38                            |